# Bataille de Marta
La bataille de Marta est un affrontement militaire entre une coalition de tribus berbères révoltées menées par Carcasan et les troupes du général byzantin Jean Troglita et son allié berbère Cusina, à Marta (actuelle Mareth, en Tunisie), à l'été 547. Elle fait suite à une importante victoire byzantine par laquelle Troglita parvient à juguler la rébellion berbère menée par Antalas, le roi des Frexes. Cette fois-ci, ce sont les rebelles berbères qui s'imposent et repoussent de quelques mois la victoire finale des Byzantins.
D'après Procope de Césarée, Troglita, à peine arrivé en Afrique, défait en bataille rangée Antalas et les Maures de la Byzacène. Il envoie à l'empereur tous les drapeaux dont les Berbères s'étaient emparés après la défaite et la mort de Solomon et repousse, jusqu'aux dernières limites des possessions romaines en Afrique, les débris de l'armée vaincue. Ensuite, les Lébathes, partis avec une armée nombreuse du fond de la Tripolitaine, entrent en Byzacène et se joignent aux troupes d'Antalas. En effet, Carcasan, roi des Ifuraces et nouveau commandant en chef des tribus libyennes à la suite de la mort de Ierna à Sufétula, est un subordonné d'Antalas. Troglita, ayant marché à leur rencontre, est défait à son tour et obligé de se réfugier à Laribus après avoir perdu un grand nombre de ses soldats. À partir de ce moment, les ennemis, poussant leurs incursions jusque sous les murs de Carthage, exercent d'horribles cruautés sur les habitants du pays.

## Contexte
Après la conquête du royaume vandale en 534, l'Empire byzantin a rétabli la domination romaine sur l'Afrique du Nord mais il se heurte rapidement à la résistance des tribus berbères, soucieuses de leur autonomie. Après plusieurs soulèvements plus ou moins réprimés, une grande rébellion est déclenchée en 543 qui met en péril la position byzantine en Afrique. Jean Troglita est envoyé en 546 par l'empereur Justinien pour reprendre en main la province, affaiblie par les divisions et l'incurie du commandement byzantin. En parvenant à s'allier à Cusina, un chef berbère, et à provoquer une bataille rangée contre la coalition rebelle dirigée par Antalas, il remporte un grand succès dès son arrivée.
Toutefois, la rébellion n'est pas pleinement matée. En Tripolitaine, Carcasan, roi des Ifuraces et nouveau commandant en chef des tribus libyennes à la suite de la mort de Ierna à Sufétula, est un subordonné d'Antalas, le roi des Frexes. Il forme une nouvelle armée et lance des raids jusqu'en Byzacène. Dans le même temps, les Byzantins sont affaiblis par le départ d'une partie de leurs troupes en Italie pour participer à la guerre contre les Goths. De fait, sur les neuf régiments, seuls six sont toujours présents tandis qu'Ifisdaïas retire son soutien à Troglita. Le territoire des rebelles est désertique et l'envoi d'une expédition byzantine est compliquée par le manque de vivres. En plein été, le manque d'eau et de nourritures se fait ressentir et provoque une mutinerie parmi les troupes byzantines. Rapidement, Jean Troglita doit se replier vers la côte mais des vents contraires empêchent la flotte de soutien d'approcher. Dans le même temps, les rebelles berbères sont aussi confrontés au manque de vivres car leur nombre excède les capacités des oasis locaux. Bientôt, ils sont repérés par des éclaireurs byzantins et Jean Troglita se lance à leur poursuite, toujours avec le soutien de Cusina avant d'établir son camp à Marta.

## Déroulement
Le champ de bataille est barré par un fleuve qui sépare les deux armées. Jean Troglita ordonne à ses troupes légères de tenir l'aval du fleuve en écartant toute tentative de franchissement par l'usage d'armes de jets. Les Byzantins lancent une charge désordonnée, et parviennent à chasser les rebelles berbères des rives du fleuve. La fuite des rebelles cause un élan martial chez les byzantins et chez leurs alliés berbères. Néanmoins, Jean hésite à l'idée d'aller plus loin. Il fait ranger son armée pour parer à toute éventualité. Elle est alors organisée en trois corps. À l'aile gauche, les Berbères de Cusina, au centre, le général Jean Troglita et les phalanges d'infanterie, à l'aile droite, la cavalerie byzantine avec Putzintulus, Geisirith et Sinduit. Jean hésite avant d'engager l'armée sur les conseils de ses officiers d'escorte, des protecteurs domestiques.
Finalement, influencé par les conseils de deux officiers byzantins, il finit par engager la bataille alors qu'il ne connaît pas le dispositif de son adversaire. Les rebelles berbères se sont réfugiés sur un terrain boisé qui entrave le maniement des piques de la phalange byzantine et favorise les attaques surprises des rebelles. Bientôt, les Byzantins sont à la merci des attaques des rebelles qui profitent des difficultés de déplacement de leurs adversaires. Carcasan rameute le gros de ses troupes qui campait et lance une contre-attaque qui submerge les Byzantins. Cusina panique en premier et quitte le champ de bataille, entraînant la fuite des Byzantins. Jean Troglita qui intervient personnellement pour ranimer le courage de ses troupes, voit son cheval abattu par une flèche sous lui et, encerclé, doit se dégager à l'épée. Il reforme des groupes de combat et fait retraite en combattant, pressé par les rebelles. Il retraverse le fleuve, et bat en retraite le long de la côte, dans le port de Iunci (Younga). Finalement, il trouve un refuge derrière les murailles de Laribus pour l'hiver,.

## Conséquences
Cette défaite est un coup dur pour Jean Troglita qui avait engagé une entreprise d'éradication de la rébellion des Berbères. Toutefois, sa défaite est tempérée par sa capacité à organiser la retraite de ses troupes et à éviter l'annihilation de son armée. Selon Corippe, rédacteur de La Johannide, œuvre épique consacrée à Jean Troglita et principal récit de la bataille, la défaite s'explique par la nature du terrain et la supériorité numérique des Berbères. Enfin, il explique la réussite du repli des Byzantins par l'incapacité des Berbères à organiser une poursuite efficace car ils sont retardés par l'importance de leurs troupeaux.
Après leur victoire, Procope de Césarée signale que les rebelles berbères ont pousser leurs incursions jusque sous les murs de Carthage et « exercèrent d'horribles cruautés sur les habitants du pays ». Antalas, apprenant la victoire des rebelles se soulève immédiatement et rejoint les tribus tripolitaines l'année suivante. De son côté, Jean Troglita parvient à rallier plusieurs chefs berbères, dont Cusina, Ifisdaïas et Iaudas, lui permettant de remporter une victoire décisive à la bataille des champs de Caton et de mettre un terme à la rébellion des Berbères.
La bataille de Marta est décrite comme une calamité par Corippe.

### Sources primaires
- Procope de Césarée, Histoire de la guerre des Vandales, Paris, Firmin-Didot, 1852 (lire en ligne).
- Corippe, La Johannide, Tunis, Revue tunisienne, 1900 (lire en ligne).

### Sources contemporaines
- John Robert Martindale, Arnold Hugh Martin Jones et J. Morris, The Prosopography of the Later Roman Empire, vol. III : A.D. 527-641, Cambridge, Cambridge University Press, 1992, 1575 p. (ISBN 978-0521201605).
- Yves Modéran, Les Maures et l'Afrique romaine (IVe et VIIe siècles), Rome, Publications de l'École française de Rome, coll. « Bibliothèque des Écoles françaises d'Athènes et de Rome », 2003, 900 p. (ISBN 978-2728310036, lire en ligne).
- Yves Modéran, « Jean Troglita », dans Salem Chaker (dir.), Encyclopédie berbère, vol. 25 : Iseqqemâren – Juba, Aix-en-Provence, Édisud, 2003 (ISBN 2-7449-0424-4, lire en ligne), p. 1490.
- Yves Modéran, « Corippe et l'occupation byzantine de l'Afrique : pour une nouvelle lecture de la Johannide », Antiquités africaines, vol. 22,‎ 1986, p. 195-212 (ISSN 0066-4871, lire en ligne, consulté le 23 décembre 2019).
- Yves Modéran, « De Julius Honorius à Corippus : la réapparition des Maures au Maghreb oriental », CRAI, vol. 147,‎ 2003, p. 257-285 (lire en ligne, consulté le 23 décembre 2019).
- (en) Denys Pringle (en), The defence of Byzantine Africa from Justinian to the Arab conquest : an account of the military history and archaeology of the African provinces in the 6th and 7th centuries, Oxford, British Archaeological Reports (en), 1981, 699 p. (ISBN 978-0860541196).
- Philippe Richardot, « La pacification de l'Afrique byzantine, 534-546 », Stratégique, vol. 1, nos 93-94-95-96,‎ 2009, p. 129-158 (ISSN 0224-0424, DOI 10.3917/strat.093.0129, lire en ligne, consulté le 23 décembre 2019).
- Georges Tate, Justinien : l'épopée de l'Empire d'Orient (527-565), Paris, Fayard, 2004, 918 p. (ISBN 978-2213615165).